# 斯科茨維爾 (堪薩斯州)
斯科茨維爾（英語：Scottsville）是一個位於美國堪薩斯州米切爾縣的城市。

## 地方資料
根據2020年美國人口普查的數據，斯科茨維爾的面積為0.65平方千米，當中陸地面積為0.65平方千米，而水域面積為0.00平方千米。當地共有人口26人，而人口密度為每平方千米40人。